# 小行星581
小行星581（581 Tauntonia）是一颗围绕太阳公转的小行星。1905年12月24日，喬爾·梅特卡夫在汤顿描述了此天体。
該小行星是梅特卡夫发现的首颗小行星，以小行星的发现地汤顿命名。
这颗小行星的绝对星等为9.7等。

## 相关條目
- 小行星列表/10001-11000

## 外部連結
- Asteroid Lightcurve Database (LCDB) （页面存档备份，存于）, query form (info （页面存档备份，存于）)
- Dictionary of Minor Planet Names, Google books
- Discovery Circumstances: Numbered Minor Planets (10001)-(15000) （页面存档备份，存于） – Minor Planet Center
- 小行星581 at AstDyS-2, Asteroids—Dynamic Site
  - Ephemeris · Observation prediction · Orbital info · Proper elements · Observational info
- NASA JPL小天體瀏覽器上的小行星581

| 前一小行星： 小行星580 | 小行星列表 | 後一小行星： 小行星582 |